# Gettysburg (Pensilvânia)
Gettysburg é um distrito localizado no estado americano da Pensilvânia, no condado de Adams, do qual é sede. Foi fundada em 1780 e incorporada em 1806. É conhecida principalmente pela sua proximidade ao local onde ocorreu a histórica Batalha de Gettysburg, em 1863, durante a Guerra Civil Americana.
A cidade abriga também importantes instituições de ensino, como o Lutheran Theological Seminary, fundado em 1826, e o Gettysburg College (originalmente Pennsylvania College), em funcionamento desde 1832.

## Geografia
De acordo com o United States Census Bureau, a cidade tem uma área de 4,31 km², dos quais 4,30 km² estão cobertos por terra e 0,01 km² por água.

## Demografia
Segundo o censo nacional de 2010, a sua população é de 7 620 habitantes e sua densidade populacional é de 1 768 hab/km².

## Marcos históricos
A relação a seguir lista as 13 entradas do Registro Nacional de Lugares Históricos em Gettysburg. O primeiro marco foi designado em 15 de outubro de 1966 e o mais recente em 29 de outubro de 1992. Aqueles marcados com ‡ também são um Marco Histórico Nacional.
- Adams County Courthouse
- Black Horse Tavern
- Dobbin House
- Eisenhower National Historic Site‡
- Gettysburg Armory
- Gettysburg Battlefield Historic District
- Gettysburg National Military Park
- Lutheran Theological Seminary-Old Dorm
- Pennsylvania Hall, Gettysburg College
- Sauck's Covered Bridge
- Sheads House
- Spangler-Benner Farm
- Wirts House

## Na cultura popular
- A cidade é cenário da série de televisão Homeland.